# Латтапайяха
Латтапайяха (устар. Латтапай-Яха) — река в России, протекает по Ямало-Ненецкому АО. Устье реки находится в 112 км по левому берегу реки Танлова. Длина реки составляет 11 км.

## Притоки
- 10,6 км: Етуяха (лв)
- 11 км: Нюдя-Латтапайяха (пр)
- 11 км: Нгарка-Латтапайяха (лв)

## Данные водного реестра
По данным государственного водного реестра России относится к Нижнеобскому бассейновому округу, водохозяйственный участок реки — Надым. Речной бассейн реки — Надым.
Код объекта в государственном водном реестре — 15030000112115300048559.